# Duvalia anemoniflora
Duvalia anemoniflora är en oleanderväxtart som först beskrevs av Defl., och fick sitt nu gällande namn av William Turner Thiselton Dyer och Lavranos. Duvalia anemoniflora ingår i släktet Duvalia och familjen oleanderväxter. Inga underarter finns listade i Catalogue of Life.